# Impatiens amplexicaulis
Impatiens amplexicaulis är en balsaminväxtart som beskrevs av Michael Pakenham Edgeworth. Impatiens amplexicaulis ingår i släktet balsaminer, och familjen balsaminväxter. Inga underarter finns listade i Catalogue of Life.